# Pluton (geologie)
Un pluton (cu sinonimul plutonit), în geologie, este un corp de roci magmatice, în general de dimensiuni mari, fixat prin intruziunea și consolidarea lentă a magmei în masa unor straturi sedimentare.